# Walter Wiborg

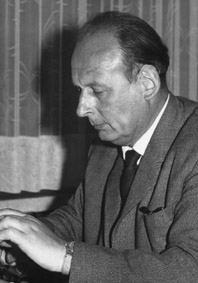
Walter Wiborg

Walter Wiborg (* 22. August 1904 in Kronprinzenkoog/Dithmarschen; † 28. Januar 1969 in Rendsburg) war plattdeutscher Autor und viele Jahre Leiter, Darsteller und Spielleiter bei der Niederdeutschen Bühne Rendsburg.

## Leben
Walter Wiborg stammt aus Dithmarschen. Er wurde in Kronprinzenkoog als Sohn eines Bauern geboren. Das Plattdeutsche war seine eigentliche Muttersprache. Nach dem Abitur in Heide absolvierte er Ingenieurwesen an der Technischen Hochschule in Hannover. Seit 1925 war er Mitglied der Hannoverschen Burschenschaft Arminia. Nach sechs Semestern sattelte er um und wurde Mittelschullehrer. Der Zweite Weltkrieg führte ihn an die Fronten im Osten, Südosten und Südeuropa. Nach der Rückkehr aus der Gefangenschaft in Italien war er einige Jahre Landlehrer in Barlt (Dithmarschen). 1951 wurde er an die damalige Christian-Timm-Mädchenmittelschule in Rendsburg versetzt und dort 1965 zum Konrektor ernannt. Er lehrte Geologie, Physik Chemie und Mathematik.

## Werke
Walter Wiborg ist besonders als niederdeutscher Autor bekannt geworden. Er hat fünf plattdeutsche Komödien geschrieben:
- Kuckucksroop (Uraufführung 1941 im Ohnsorg-Theater)
- De Nacht int Drievhus (Uraufführung 1942 in Kiel)
- Gode Geister (1952)
- Prahlhans (1958)
- Dat lütte Rathus (1967) (Uraufführungen in Rendsburg)

Er schrieb auch plattdeutsche „Vertellns“, die er überwiegend in der Monatsschrift Moderspraak und in einem Buch (De letzte Karkgang) veröffentlichte. Bei der Niederdeutschen Bühne Rendsburg war er viele Jahre als Leiter, Darsteller und Spielleiter tätig. Er fühlte sich auch mit der Nedderdütschen Volksgill eng verbunden, deren Öllermann er von 1953 bis 1960 war.